# The Independent
The Independent britanski je dnevni list koji izlazi u Londonu te predstavlja jedan od poznatijih liberalnih novina države. Aleksander Lebedev je njegov vlasnik od 2010. Uz nadimak Indy, prvi put se pojavio 1986. te je jedan od najmlađih britanskih dnevnih listova. Dnevno izdanje je dobilo nagradu za Nacionalne novine godine. Glavni urednik je Amol Rajan, postavljen 2013., a njegov zamjenik, Archie Bland, 2012. Sa samo 28 godina, Bland je postao jedan od najmlađih ljudi koji su stekli višu titulu u britanskoj novinarskoj industriji. 
Isprva objavljen u formatu lista papira broadsheet, The Independent je kasnije preinačen u tabloid ili "kompakt" format 2003. The Independent se smatra da naginje prema centru i ljevici na području kulture i politike, no da naginje prema tržištu na području ekonomije. Nije povezan niti s ijednom političkom strankom te daje širok spektar stajališta na stranicama uredništva i komentara. Isprva se opisao kao "slobodne novine od bilo koje političke pristranosti, slobodne od utjecaja" — taj transparent je krasio njegovu naslovnicu, ali je kasnije izbačen od rujna 2011.
U 2013., njegova dnevna naklada bila je 68.000, a kod nedjeljnog izdanja 110.000.

## Vanjske poveznice
- Službena stranica